# That Royle Girl
That Royle Girl (Brasil: Vontade Suprema ) foi um filme mudo norte-americano de 1925 em longa-metragem, do gênero comédia, dirigido por D. W. Griffith e lançado pela Paramount Pictures. O filme foi baseado no romance de mesmo nome por Edwin Balmer e estrelado por Carol Dempster, W. C. Fields e Harrison Ford. O filme é considerado perdido.  

## Elenco
- Carol Dempster ... Joan Daisy Royle
- W. C. Fields ... Her Father
- James Kirkwood ... Calvin Clarke
- Harrison Ford ... Fred Ketlar
- Paul Everton ... George Baretta
- Kathleen Chambers ... Adele Ketlar
- George Regas ... His Henchman
- Florence Auer ... Baretta's Girl
- Ida Waterman ... Mrs. Clarke
- Alice Laidley ... Clarke's Fiancee
- Dorothy Love ... Lola Nelson
- Dore Davidson ... Elman
- Frank Allworth ... Oliver
- Bobby Watson